# NGC 2386
NGC 2386 — пара звёзд в созвездии Близнецов. Внесена в каталог Лоуренсом Парсонсом в 1876 году. Ошибочное добавление такого объекта в каталог туманностей, возможно, было вызвано плохими условиями наблюдения в ту ночь.
Этот объект входит в число перечисленных в оригинальной редакции «Нового общего каталога».